# Cavriago

vị trí của Cavriago in the province of Reggio Emilia.

Cavriago là một đô thị ở tỉnh Reggio Emilia trong vùng Emilia-Romagna, có vị trí cách khoảng 70 km về phía tây bắc của Bologna và khoảng 8 km về phía tây của Reggio Emilia. Tại thời điểm 31 tháng 12 năm 2004, đô thị này có dân số 9.229 và diện tích 17 km².
Đô thị Cavriago có các frazioni (các đơn vị cấp dưới, chủ yếu là các làng) Case Nuove, Corte Tegge, and Quercioli.
Cavriago giáp các đô thị: Bibbiano, Reggio Emilia.
Cavriago is one of the very few places in Western Europe where a monument to Vladimir Lenin stands.